# Nuevo Progreso (Río Bravo)
Nuevo Progreso es una comunidad localizada en el municipio de Río Bravo en el estado mexicano de Tamaulipas. Según el censo INEGI del 2010, Nuevo Progreso tiene una población de 10.178 habitantes. Al ser comunidad fronteriza con EUA y tener puente internacional su máxima actividad productiva implica el turismo extranjero quienes se interesan por los servicios en general.[cita requerida]

## Historia
La formación de la Villa de Nuevo Progreso tiene su verdadero origen después de tocar tierra el Huracán Beulah el 19 de septiembre de 1967, modificando el curso de agua del Río Bravo, pues antes de esto solo existía la localidad del Rancho Las Flores, en su lado sur y Progreso Lakes, Texas al lado norte del río, no tenía puente internacional, este lo tenía la comunidad de Río Rico, municipio de H. Matamoros Tamaulipas y que fue derrumbado por este huracán, se localizaba a 23 kilómetros al oriente de Las Flores. Siendo alterado el curso de agua más al norte, se forma el Poblado de Nuevo Progreso llamado así porque en su lugar se hallaba la localidad americana antes mencionada, quedando este territorio como suelo mexicano, de acuerdo a la Comisión Internacional de Límites y Aguas entre México y Estados Unidos.